# Drievuldigheidskerk (Elsene)
De Drievuldigheidskerk (Frans: Église de la Sainte-Trinité) is een 19e-eeuws kerkgebouw in de Brusselse gemeente Elsene. De 17e-eeuwse gevel is deze van de vroegere Augustijnenkerk in Brussel, die in 1893 afgebroken werd voor de aanleg van het Brouckèreplein. Het is de kerk van de parochie van de Heilige Drievuldigheid in Brussel.

## Geschiedenis
De wijk Tenbos in Elsene werd in de 19e eeuw geürbaniseerd. Tussen 1847 en 1857 werd er een kapel gebouwd gefinancierd door de bankier Georges Brugmann. In 1893 verwierf de kerkfabriek de barokke voorgevel van de Brusselse Augustijnenkerk, die ontworpen was door Jacob Franquart en steen voor steen werd overgeplaatst.